# Daniel Maa Boumsong
Daniel Maa Boumsong (Ngambe, 20 de março de 1987) é um futebolista camaronês.
Revelado pela Inter de Milão, atuou somente uma vez pelos nerazzurri. Foi emprestado ao Treviso, que o comprou em definitivo em 2007. Sem participar de nenhuma partida pelo novo clube, fpi novamente emprestado, desta vez para o Pistoiese e em seguida, foi repassado ao Rovigo, onde também não fez sucesso.
Atualmente, ele, que apesar do sobrenome não tem parentesco com o francês Jean-Alain Boumsong, está sem clube.